# Big River (musical)
Big River è un musical con libretto di William Hauptman, musiche e testi di Roger Miller, basato sul romanzo Le avventure di Huckleberry Finn di Mark Twain. Il musical ha debuttato a Broadway nell'aprile 1985 ed è rimasto a in scena per 1005 repliche; la produzione originale ha vinto sette Tony Awards, tra cui miglior musical.